# Walram I (hrabia Nassau)
Walram I (ur. ok. 1146, zm. 1 lutego 1198) – hrabia Nassau od 1154. 

## Życiorys
Walram był synem pierwszego hrabiego Nassau Ruprechta I oraz Beatrycze, córki hrabiego Limburgii i księcia Dolnego Lotaryngii Walrama II. Sprawował współrządy z braćmi Arnoldem i Ruprechtem. Stał się lennikiem arcybiskupami Trewiru, co zapoczątkowało liczne spory z nimi. Toczył też konflikty z innymi sąsiadami i stopniowo powiększał swoje terytorium. Był wiernym stronnikiem Hohenstaufów. 
Wziął udział w III wyprawie krzyżowej (na jej wstępie miał uczestniczyć w poselstwie wysłanym przez cesarza Fryderyka I Barbarossę do Konstantynopola i zostać tam uwięzionym) i być może w założeniu zakonu krzyżackiego.

## Rodzina
Żoną Walrama była Kunegunda z Ziegenhain, córka hrabiego Poppona II. Znamy troje dzieci tej pary:
- Beatrycze, zakonnica,
- Henryk II, hrabia Nassau,
- Ruprecht, hrabia Nassau[1].